# Ahrtal

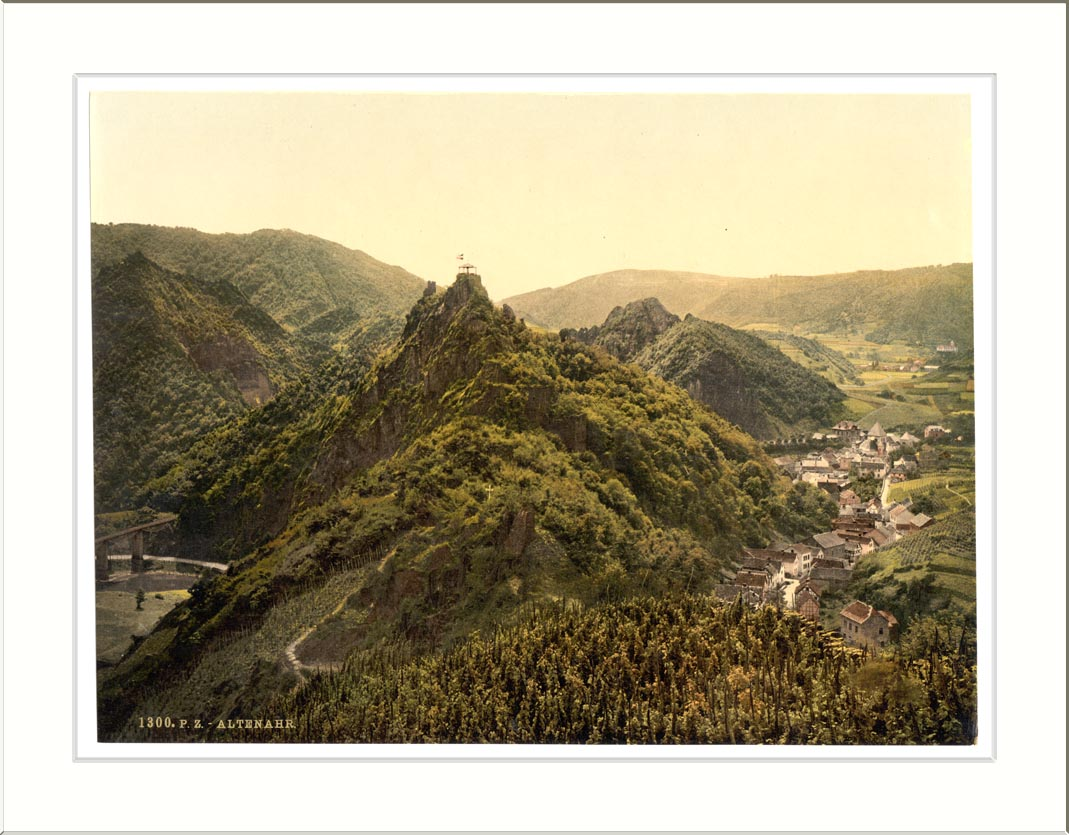
Historische Ansicht des Ahrtals bei Altenahr mit der Burgruine Are

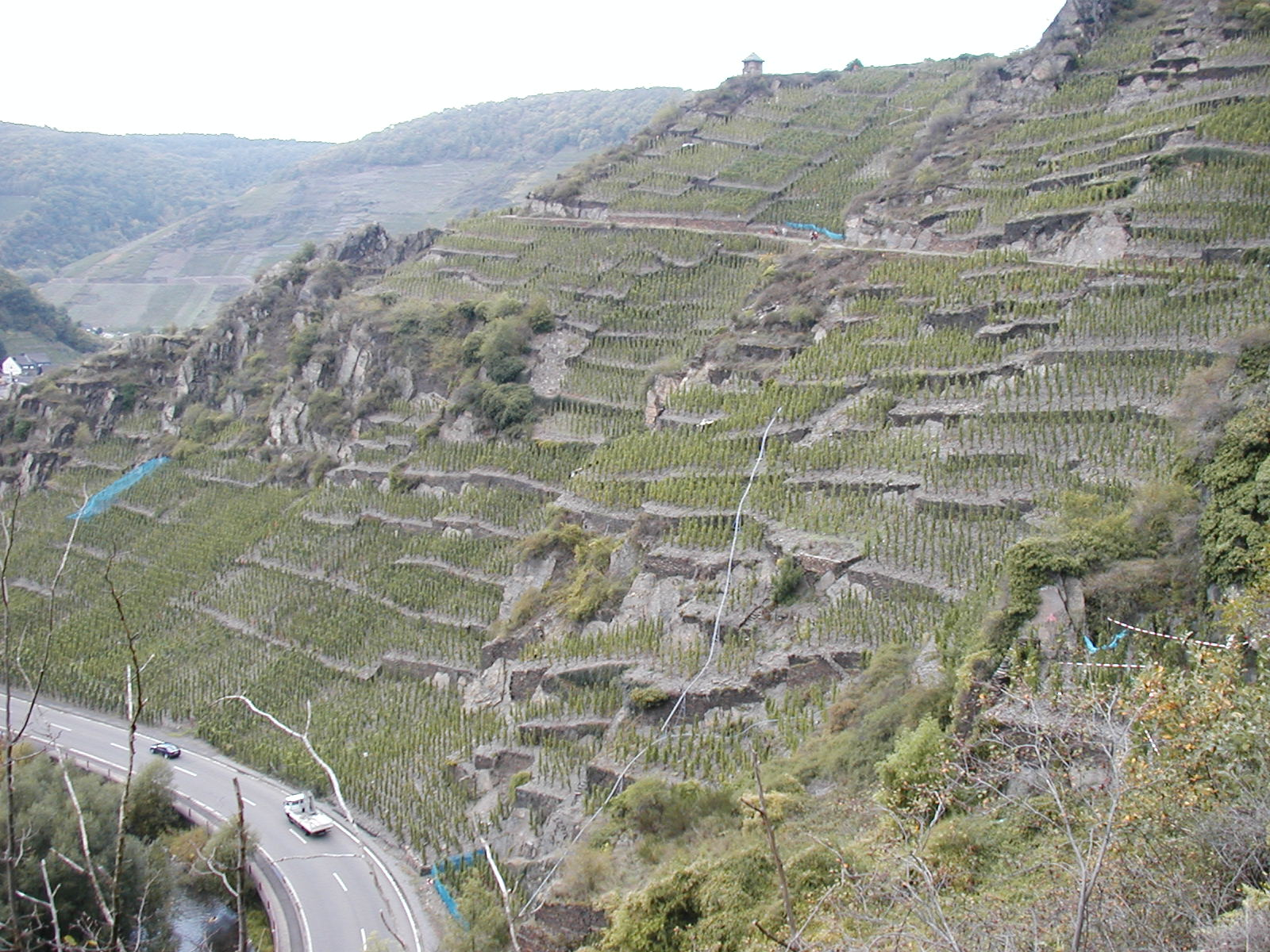
Weinberge im Tal bei Mayschoß

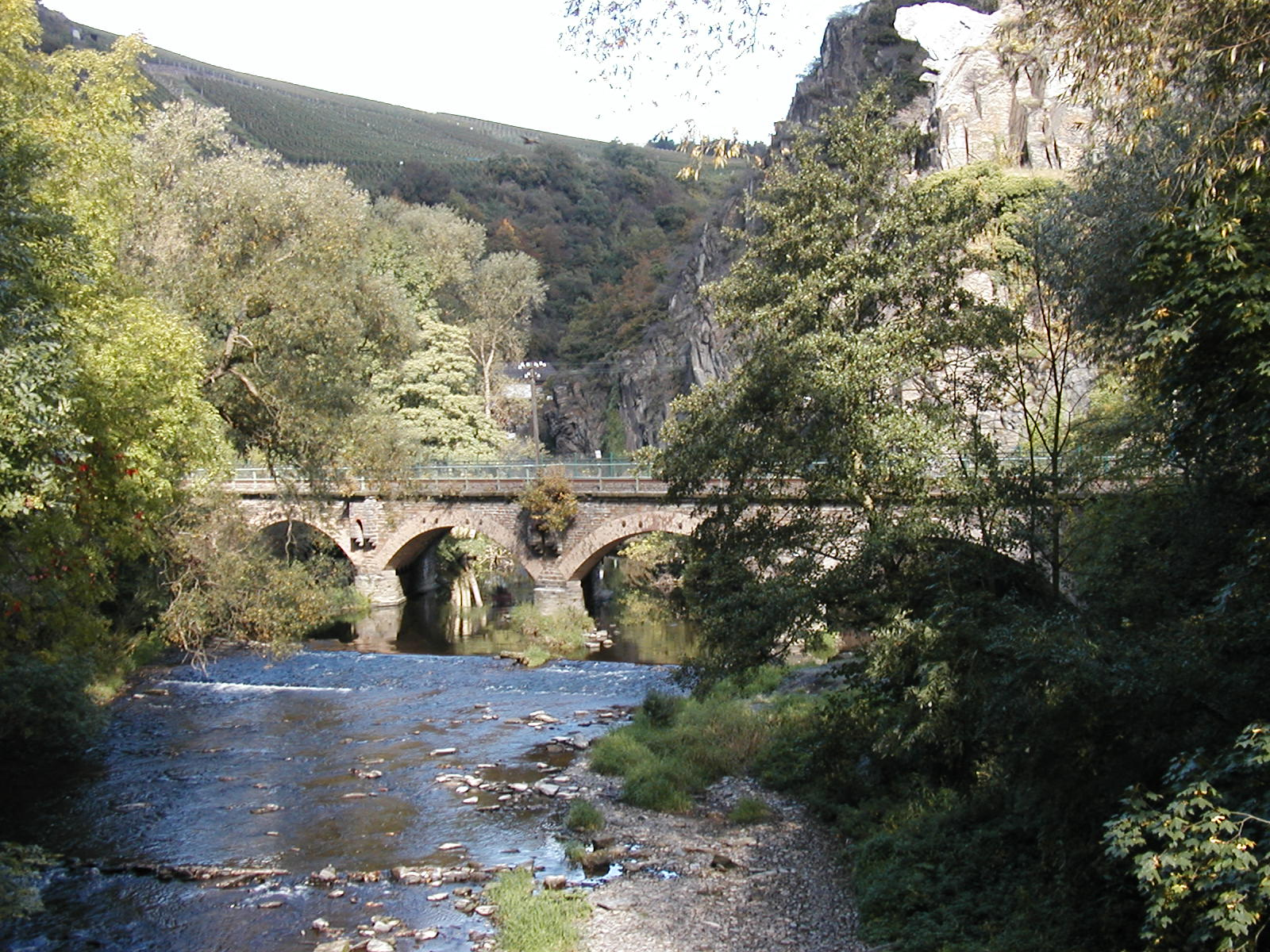
Die Ahr unterhalb der Bunten Kuh (rechts oben) oberhalb von Walporzheim

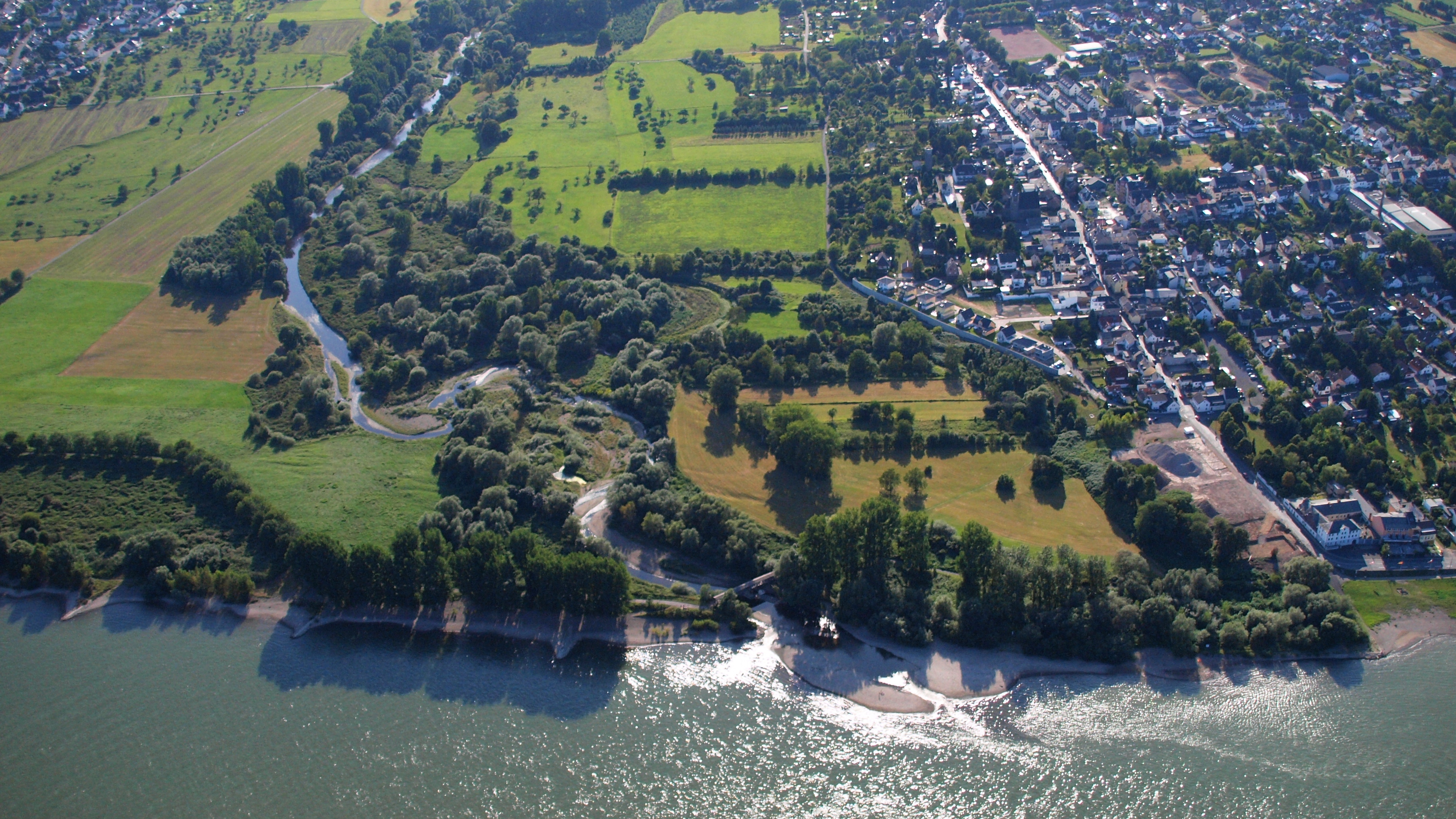
Die renaturierte Mündung der Ahr südlich von Kripp

Das Ahrtal ist nach der Ahr, einem linken Nebenfluss des Rheins, benannt. Es beginnt mit der Ahrquelle bei Blankenheim im nordrhein-westfälischen Kreis Euskirchen und verläuft generell ostwärts. An seinem südlichsten Punkt wird der Landkreis Ahrweiler, und damit Rheinland-Pfalz, erreicht. Durch die Verbandsgemeinde Adenau verlaufend, knickt das Tal am Zusammenfluss mit dem Adenauer Bach nach Nordosten ab und erreicht die Verbandsgemeinde Altenahr, ab deren Hauptort sich der typische West-Ost-Verlauf wieder einstellt, wenn auch von Flussschleifen unterbrochen. Hier beginnt der Abschnitt, der im touristischen Sinne als Ahrtal verstanden wird. Er ist von Weinanbau auf den meist am nördlichen Ufer gelegenen Südhängen und der pittoresken Felslandschaft charakterisiert, die der Fluss bei seinem rund 300 Meter tiefen Einschneiden in das Ahrgebirge geschaffen hat. Im weiteren Verlauf erreicht die Ahr das Gebiet der Kreisstadt Bad Neuenahr-Ahrweiler, um schließlich südlich von Remagen auf dem Gebiet der Stadt Sinzig in den Rhein zu münden.
Am 12./13. Juni 1910 ereignete sich eine historische Überflutung im Ahrtal mit beträchtlichen Schadereignissen in den Orten Altenahr, Dernau, Walporzheim und Neuenahr, wie zuvor und danach vergleichbare Flutereignisse am 21. Juli 1804, 24. Juni 1888, 16. Januar 1918 und am 11. Januar 1920.
Vom 14. auf den 15. Juli 2021 wurden das Ahrtal und die dort gelegenen Orte von Dauerregen und Hochwasser erneut schwer getroffen, ein Großteil öffentlicher und privater Infrastruktur zerstört. Sieben Brücken im Verlauf der 29 Kilometer langen Ahrtalbahn wurden unbefahrbar, ebenso 20 Kilometer Bahnstrecke. 134 Menschen starben; mehr als die Hälfte der Toten stammte aus Bad Neuenahr-Ahrweiler. Bei einer Befragung von Bewohnern des Ahrtals nach der Flutkatastrophe 2021 gaben 80 % der Befragten an, nicht gewusst zu haben, dass sie in einem hochwassergefährdeten Gebiet wohnen. (Siehe auch Liste der Hochwasserereignisse an der Ahr.)

## Verlauf

### Das obere Ahrtal
Ab der Quelle verläuft das Ahrtal in eher hügeligem Bergland mit Wiesen, Wäldern und vereinzelten Weilern oder Hofschaften. Ihm folgt die B 258. Erste nennenswerte Ortschaften sind Ahrhütte und Ahrdorf, die noch zu Blankenheim gehören. Das Ahrtal wird dann allmählich schmaler und erreicht seinen südlichsten Punkt, wo es Nordrhein-Westfalen verlässt. Erster rheinland-pfälzischer Ort ist, oberhalb des Tals, Dorsel. In Müsch verlässt die B 258 das Ahrtal, und die L 73 begleitet den noch kleinen Fluss. Von hier aus über Antweiler bis nach Fuchshofen verläuft das Tal fast nach Norden, um im weiteren Verlauf ab Schuld über Insul bis nach Dümpelfeld ziemlich genau nach Osten zu weisen, wo die B 257 zum neuen Begleiter wird. Hier, an der Vereinigung mit dem vom Süden zufließenden Adenauer Bach, strebt die Ahr gen Nordosten, verlässt die Verbandsgemeinde (VG) Adenau und erreicht südlich der zu Hönningen gehörenden Ortschaft Liers die VG Altenahr im Gebiet der Mittelahr. 

### Das mittlere Ahrtal
Von Hönningen über Ahrbrück, Pützfeld, Kreuzberg, Altenburg bis nach Altenahr verläuft das Tal zunächst noch gestreckt nordöstlich. Ab Ahrbrück gesellt sich zur B 257 die Ahrtalbahn, die dem Tal bis zum Rhein folgt. Bei Altenahr knickt das Tal nach Osten ab und hat zunächst einen außergewöhnlich gewundenen Verlauf. Hier wird der Fluss von der B 267 begleitet, die allerdings nicht jeder Schleife folgt. In Altenahr beginnt die größte Ahrschleife, die aufgrund ihrer Flora und Fauna unter Naturschutz steht. Ab hier ist das Tal schluchtartig mit schroffen Felshängen in das Ahrgebirge eingeschnitten. Ab Reimerzhoven wird vor allem an der Flussnordseite (also an den Südhängen) großflächig Weinbau betrieben. Bei Laach durchläuft die Ahr eine weitere Talschlinge, passiert dann nacheinander die Weinorte Mayschoß, Rech, Dernau und Marienthal und erreicht schließlich das Gebiet der Stadt Bad Neuenahr-Ahrweiler. Die letzte Engstelle des Ahrtals liegt unterhalb der Bunten Kuh, einer Felsformation, der fast bis an den Fluss reicht und kaum Platz für Straße und Schiene lässt. In Walporzheim beginnt mit der unvermittelt breit gewordenen Talsohle das untere Ahrtal.

### Das untere Ahrtal
Auch das untere Ahrtal ist von Weinbau geprägt. Die Ahr berührt die Ortskerne von Ahrweiler, Bad Neuenahr, Heppingen und Heimersheim, der Weinbau endet in Ehlingen. Die Talsohle zwischen Bad Bodendorf am Nordrand und Sinzig auf einer Talterrasse im Süden wird von Ackerbau sowie Obst- und Gemüseanbau geprägt. Die Mündung der Ahr in der Ebene Goldene Meile bei Kripp hat wieder einen nahezu natürlichen Charakter und steht unter Naturschutz.

## Wirtschaft
Das Ahrtal ist vor allem für seinen Weinanbau bekannt. Eine für den regionalen Tourismus bedeutende Rolle spielen die von Anfang September bis Ende Oktober stattfindenden Weinfeste in den einzelnen Weinorten, vor allem in Altenahr, Mayschoß, Rech, Dernau, Walporzheim, Ahrweiler und Heimersheim. Das Gebiet sowie die südlicher gelegene Vulkaneifel sind aber auch für Mineralwasser bekannt, so machten die eisenhaltigen Quellen (z. B. die Apollinarisquelle) Bad Neuenahr zur Kurstadt.
Der Tourismus ist ein seit Jahren ständig wachsender Wirtschaftsfaktor. Von ihm profitieren im kleineren Umfang das Quellgebiet in Blankenheim, hauptsächlich aber das Gebiet des mittleren Ahrtals zwischen Altenahr und Bad Neuenahr-Ahrweiler. Die Kreisstadt ist inzwischen unter den drei übernachtungsstärksten rheinland-pfälzischen Urlaubsorten zu finden. Unter den am Ahrlauf gelegenen Gemeinden ist stellvertretend Dernau zu erwähnen – hier ist der Wandel vom Winzerdorf zum nationalen Urlaubsziel am deutlichsten erkennbar.

## Kultur und Sehenswürdigkeiten
Zu den Sehenswürdigkeiten gehört die Römervilla von Bad Neuenahr-Ahrweiler, eine Ausgrabung römischer Siedlungsreste in Ahrweiler, direkt am Rotweinwanderweg.
Bei Bad Neuenahr wird das Ahrtal von der markanten Ahrtalbrücke der A 61 überquert. Die 1975 fertiggestellte, insgesamt 1,5 km lange Spannbetonbrücke dominiert mit ihren 50 m hohen Betonpfeilern diesen Teil des Tals.
Im Kalten Krieg war das Ahrtal als sicherer Ort für die zentralen Bundesorgane im Verteidigungsfall vorgesehen: Unter den Weinbergen bei Marienthal, in einer Ausdehnung von Dernau bis Bad Neuenahr-Ahrweiler, verbarg sich ab 1962 der inzwischen weitgehend rückgebaute Regierungsbunker, der im März 2008 als Dokumentationsstätte des Kalten Krieges der Öffentlichkeit erstmals zugänglich gemacht wurde.
Für Wanderer gibt es im Ahrtal
- den Ahrsteig mit seinen beiden blauen und roten Teilabschnitten und insgesamt sechs Etappen, der vom Deutschen Wanderverband als „Qualitätsweg Wanderbares Deutschland“ ausgezeichnet wurde.
- den Rotweinwanderweg, der sich von Altenahr bis nach Bad Neuenahr durch die Weinberge schlängelt und bis Bad Bodendorf fortsetzt.
- den Ahr-Uferweg sowie
- den Weinbaulehrpfad.

Für Radfahrer
- den Ahr-Radweg, der mit geringer Steigung von der Ahr-Mündung in Sinzig zumeist an der Ahr entlang führt.

## Verkehr und Infrastruktur

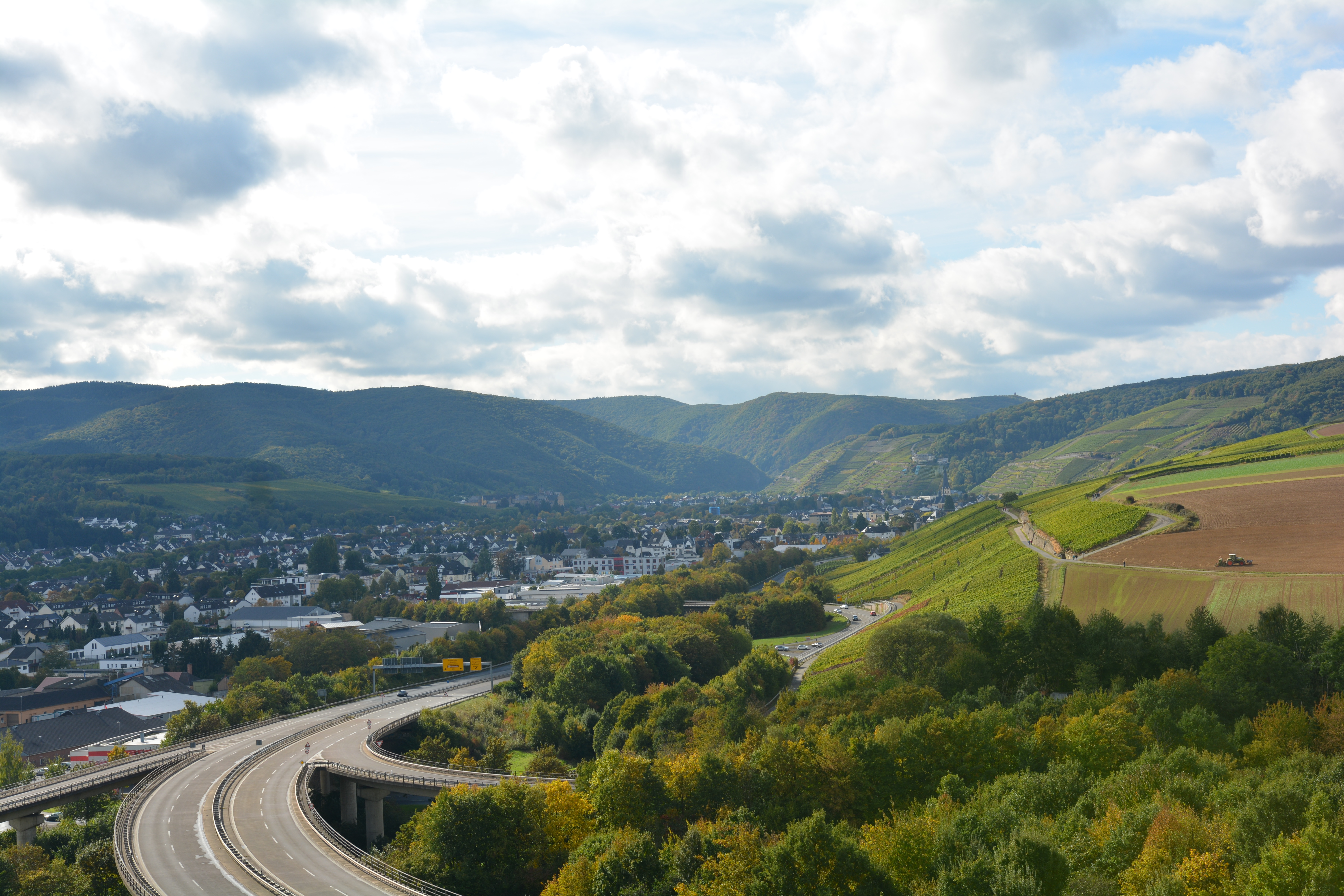
Das Ahrtal zwischen Bad Neuenahr und Lantershofen mit Verkehrskreuz B 266/B 267

Von Remagen führt die Ahrtalbahn zuerst zwei-, ab Walporzheim eingleisig nach Ahrbrück. Der weiterführende Streckenabschnitt nach Adenau ist seit 1985 stillgelegt und abgebaut. Bis 1973 bestand über die Linie Dümpelfeld–Lissendorf außerdem eine Verbindung zur Eifelstrecke.
Das Ahrtal ist über die Autobahnen 61 und 565 sowie über die B 257 erreichbar. Letztgenannte trifft in Altenahr auf die durch das Ahrtal selbst führende B 267.
Der Ahr-Radweg führt ca. 80 km ab der Mündung in Remagen-Kripp hinauf nach Blankenheim in der Eifel. Dort schließt der Urft-Radweg Richtung Rursee und der Erft-Radweg nach Neuss an.